# Филипа Арменска
Филипа Арменска (* 1183; † ок. 1219) е арменска принцеса и никейска императрица – втора съпруга на никейския император Теодор I Ласкарис.

## Биография
Тя е дъщеря на цар Рубен III Арменски и съпругата му Изабела. Има една по-голяма сестра – Алиса Арменска, която по-късно е омъжена за Раймон IV Триполитански.
Бащата на Филипа умира през 1185 г., а на престола в Киликия се възкачва брат му Левон III, който официално бил регент и покровител на племенничките си, но успял да ги отстрани и да предаде властта на своите наследници.
Според хрониката на Съмбат Спарапет на 3 февруари 1189/1190 г. Филипа е сгодена за Шаханшах от Сасун, син на Чордуанел I – независим владетел на Сасун. По същото време сестра ѝ Алис е сгодена за Хатум, по-голям брат на Шахиншах. Вероятно това е опит на Левон III да си осигури влияние в тази важна за Арменска Киликия област. Браковете на двете сестри са сключени официално между датата на годежа им и май 1193 г., когато синовете на Чордуанел I били убити, а за Филипа и Алиса Съмбат Спарапет говори като за техни вдовици. Арменският хронист споменава и за мълвата, че пръст в смъртта на двамата братя имал самият Левон III. Тъй като по това време Алиса и Филипа са съответно на единадесет и на десет години, техните бракове вероятно останали неконсумирани.
На 31 януари 1198/1199 г. Филипа е сгодена за Ошин от Ламброн. По неизвестни причини бракът им не бил сключен. На 24 ноември 1214 Филипа е омъжена за никейския император Теодор I Ласкарис. За този брак съобщава и хрониката на Георги Акрополит. От този брак се ражда един си – Константин Ласкарис. През 1216 г. обаче бракът на императора и Филипа е разтрогнат по религиозни причини, а синът им е лишен от престолонаследство. След това Филипа е върната на чичо си.